# Fàbrica de la Llana
La Fàbrica de la Llana o Fábrica Dera Lan és una edifici i actual museu de Viella, al municipi de Vielha e Mijaran (Vall d'Aran) protegida com a bé cultural d'interès local.

## Descripció
Era Fabrica dera Lana es troba en el Cap dera Vila, en el marge esquerre del Nere i en sentit longitudinal. Es tracta d'un edifici de considerables dimensions per a l'època, de planta rectangular, que compta amb tres plantes d'acord amb el procés industrial (elaboració, manufactura i magatzem), indicades a l'exterior per sengles nivells d'obertures, i al capdamunt una coberta de doble vessant amb llosat de pissarra. El "penalèr" septentrional conserva el "postilhat" de taules. L'arrebossat dels murs impedeix fer-se una idea completa del procés constructiu, els angles de les façanes foren travats, i la presència d'un llenç de carreus en la banda sud-est indicaria una refacció important arran de la riuada de 1937.
El llit del riu Nere conserva la peixera que nodria el canal de derivació disposada paral·lelament a l'edifici, de manera que l'aigua impulsava una roda vertical d'àleps de notables dimensions (segons l'eix de la façana) que tenia unida a l'engranatge de la llucana.
L'interior de la fàbrica es conserva en bon estat, de manera que es pot seguir amb el procés de manufactura de la llana. D'una banda els diversos mecanismes (engranatges, corretges, politges, etc.) que feien possible la transmissió de l'energia a partir d'una turbina que impulsava el canal de derivació del Nere. D'altra banda, les instal·lacions per a la rentada de la llana i l'antiga maquinària per a la seva elaboració: la carda per treure els gruixos ("batua"), el batà de cilindres per enfeltrar els gèneres (la "boata"), el manuar que produïa les "rodanxetes", la filadora que ja proporcionava fils consistents i la retorcedora (l'"aspí") que creava les madeixes de llana. Tot això fa que la fàbrica tingui un notable interès.

## Història
El qüestionari de Francisco de Zamora reporta l'existència d'un molí de batà a Vielha, en el riu Nere, bé que tal com subratlla la manufactura de teixits seguia essent bàsicament de tipus domèstic (1788). La tradició de la indústria de teixits a la vila de Vielha és atestada per Pascual Madoz en fer esment de quatre telers de llenços i de draps de llana. S. Temprado consigna que la Fàbrica dera Lana era una empresa familiar fundada per Rafael Portolés Lafuste, veí de Miremont de Comenges.
La riuada de 1937 s'emportà els rodets. S'hi introduí l'electricitat i produïa bàsicament manufactures de fils, madeixes, mantes, catifes i coixins de llana.
L'antiga fàbrica de llana s'ha convertit en museu temàtic, en el qual els visitants poden conèixer la tradició tèxtil de la Val. Les obres (Pla FEDER de la UE, Conselh Generau d'Aran i Ajuntament de Vielha) ha permès la seva integració en la xarxa d'edificis d'interès cultural.